# Amistad (1997.)
Amistad (eng. Amistad) je američka povijesna drama iz 1997. godine koju je režirao Steven Spielberg, a koja je temeljena na istinitoj priči o pobuni na brodu za prijevoz robova La Amistad iz 1839. godine tijekom koje su oteti robovi iz plemena Mende pobili gotovo čitavu posadu i preuzeli kontrolu nad brodom te međunarodnoj pravnoj bitci koja je uslijedila nakon njihovog ponovnog zarobljeništva od strane američkog trgovačkog broda. Slučaj je 1841. godine došao čak do Vrhovnog suda SAD-a i tek tamo bio riješen.
U filmu su glavne uloge ostvarili Morgan Freeman, Nigel Hawthorne, Anthony Hopkins, Djimon Hounsou i Matthew McConaughey. Scenarij kojeg je napisao David Franzoni temeljen je na knjizi Mutiny on the Amistad: The Saga of a Slave Revolt and Its Impact on American Abolition, Law and Diplomacy objavljenoj 1987. godine autora povjesničara Howarda Jonesa.
Film Amistad dobio je uglavnom pozitivne kritike, ali je također bio i kritiziran zbog određenih povijesnih netočnosti. Nominiran je u četiri kategorije za prestižnu filmsku nagradu Oscar uključujući one za najboljeg sporednog glumca (Hopkins), najbolju fotografiju, najbolju originalnu glazbu i najbolju kostimografiju te za četiri nagrade Zlatni globus uključujući one za najbolji film (drama), najboljeg redatelja, najboljeg glavnog glumca u drami (Hounsou) i najboljeg sporednog glumca (Hopkins).

## Radnja
Amistad je ime broda za prijevoz robova koji 1839. godine iz Kube plovi prema Sjedinjenim Državama. Brod prevozi Afrikance otete iz države Sierra Leone, a koji su na Kubi prodani u ropstvo te okovani ukrcani na brod u potpalublje, poput tereta. Dok brod iz Kube plovi prema SAD-u, Cinqué - vođa Afrikanaca - predvodi pobunu koja završava njihovim preuzimanjem broda. Pobunjenici ostavljaju na životima dvojicu španjolskih navigatora koji bi im trebali pomoći da se brodom vrate na obale Afrike. Međutim, moreplovci ih prevare te putuju istočnom obalom SAD-a gdje ih uskoro zaustavlja brod američke mornarice te se 44 Afrikanaca ponovno nađe zarobljenima pod optužbom da se radi o odbjeglim robovima. U nepoznatoj zemlji i bez da znaju riječi engleskog jezika, čini se da su Afrikanci već unaprijed osuđeni na smrt zbog ubojstva vlastitih otmičara. Odvjetnik imena Baldwin kojeg su unajmili abolicionist Tappan i njegov pomoćnik Joadson odluči preuzeti njihov slučaj argumentirajući da su Afrikanci bili zarobljeni u Africi i prodani u ropstvo ilegalno te da su zbog toga oni zapravo slobodni građani druge zemlje, a nikako robovi. Uz pomoć Jamesa Coveyja, prevoditelja koji tečno govori jezik Mende i engleski, Baldwin uspijeva započeti komunikaciju s Cinqueom. Sudac odluči u korist Afrikanaca, ali cijeli slučaj ubrzo završava na Vrhovnom sudu. U tom trenutku na scenu stupa bivši Predsjednik SAD-a John Quincy Adams koji nakon strastvenog i elokventnog govora pred sudom uspijeva (ponovno) osloboditi Afrikance kojima je nakon toga omogućen povratak u njihovu domovinu.

## Glumačka postava
- Morgan Freeman kao Theodore Joadson
- Nigel Hawthorne kao President Martin Van Buren
- Anthony Hopkins kao John Quincy Adams
- Djimon Hounsou kao Sengbe Pieh / Joseph Cinqué
- Matthew McConaughey kao Roger Sherman Baldwin
- David Paymer kao državni tajnik John Forsyth
- Pete Postlethwaite kao William S. Holabird
- Stellan Skarsgård kao Lewis Tappan
- Razaaq Adoti kao Yamba
- Abu Bakaar Fofanah kao Fala
- Anna Paquin kao Izabela II.
- Tomás Milián kao Ángel Calderón de la Barca y Belgrano
- Chiwetel Ejiofor kao James Covey
- Derrick Ashong kao Buakei
- Geno Silva kao Jose Ruiz
- John Ortiz kao Pedro Montes
- Ralph Brown kao pukovnik Thomas L. Gedney
- Darren E. Burrows kao pukovnik Richard W. Meade
- Allan Rich kao Judge Andrew T. Juttson
- Paul Guilfoyle kao odvjetnik
- Peter Firth kao kapetan Fitzgerald
- Xander Berkeley kao Ledger Hammond
- Jeremy Northam kao Judge Coglin
- Arliss Howard kao John C. Calhoun
- Austin Pendleton kao profesor Josiah Willard Gibbs, Sr.
- Pedro Armendáriz Jr. kao general Baldomero Espartero

Umirovljeni sudac Vrhovnog suda Harry Blackmun također se pojavljuje u filmu kao sudac Joseph Story.

## Produkcija
Glumica i redateljica Debbie Allen naišla je na nekoliko knjiga u vezi pobune na brodu La Amistad te je predložila ideju o filmskoj adaptaciji kompaniji HBO films koja je na istu pristala. Kasnije je isti projekt prezentirala i kompaniji DreamWorks SKG koja je također pristala snimiti film. Steven Spielberg koji je u to vrijeme želio snimiti umjetnički film nakon što je iste godine završio s produkcijom filma Izgubljeni svijet: Jurski park zainteresirao se za režiju za kompaniju DreamWorks čiji je bio jedan od osnivača. Spielberg nije bio prvi izbor za režiju filma Amistad budući njegov raniji film s uglavnom Afroameričkim likovima Boja purpura nije bio dobro prihvaćen od strane Afroameričke zajednice.
Scene eksterijera i interijera čija se radnja događa na sudu snimljene su u Marble Houseu te kasnije premještene u studio Sonalyst. Uvodna sekvenca filma snimljena je u studijima kompanije Universal. Produkcija se nakon toga preselila u Puerto Rico gdje su snimljene scene čija se radnja odvija u Africi, uključujući i scene s robovlasničkom utvrdom. 
Spielberg je rijetko bio prisutan tijekom postprodukcije zbog njegove tadašnje obveze snimanja još jednog filma za kompaniju DreamWorks - Spašavanje vojnika Ryana.

## Povijesna točnost
Mnogi akademici uključujući i profesora sa sveučilišta Columbia Erica Fonera kritizirali su film Amistad zbog povijesnih netočnosti i krivog opisa kompletnog slučaja Amistad kao "prekretnicu" u američkoj perspektivi na robovlasništvo. Foner je napisao:
Još neke od povijesnih netočnosti uključuju i sljedeće:
- Unatoč tome što film sugerira, stvarna odluka Vrhovnog suda ukinula je prethodne dekrete o tome da se Afrikanci trebaju vratiti u Afriku; oni su oslobođeni, ali američka vlada ih nije mogla sama vratiti u Afriku budući su oni na američko tlo došli kao slobodni ljudi.[2]
- Filmska verzija Adamsovog govora pred Vrhovnim sudom te odluka koju čita sudac Joseph Story nemaju gotovo nikakve sličnosti s puno dužim povijesnim verzijama; čak nisu niti dobri sažeci tih govora.[3][4]

## Priznanja

### Kritike
Film Amistad dobio je uglavnom pozitivne ocjene filmskih kritičara. Na popularnoj internetskoj stranici Rotten Tomatoes koja se bavi sakupljanjem filmskih kritika film ima 75% pozitivnih ocjena na temelju 61 zaprimljene kritike uz prosječnu ocjenu 6.9/10 i komentar: "Iskren bez pretjeranog propovijedanja, film Amistad bavi se važnom pričom uz senzibilitet i upijajuću vještinu."
Susan Wloszczyna iz USA Today sažela je osjećaje mnogih kritičara kada je napisala sljedeće: "Što se Spielberga tiče, film Amistad - dijelom misterija, dijelom akcijski triler, dijelom sudska drama pa čak dijelom i komedija o kulturnim različitostima - nalazi se negdje na granici između zabrinjavajućeg licirizma Schindlerove liste i književne izvještačenosti Boje purpura." Roger Ebert je filmu dao tri od četiri zvjezdice uz opasku: 

### Box-office
Film Amistad na kino blagajnama u SAD-u utržio je 44 229 441 dolara, a u prvom vikendu prikazivanja 10. prosinca 1997. godine zauzeo je peto mjesto.

### Nagrade i nominacije

#### Oscar
Film Amistad imao je četiri nominacije za prestižnu filmsku nagradu Oscar, ali nije osvojio niti jednu.
- Najbolji sporedni glumac - Anthony Hopkins
- Najbolja kamera - Janusz Kaminski
- Najbolja kostimografija - Ruth E. Carter
- Najbolja originalna glazba - John Williams

#### Zlatni globus
Film Amistad imao je četiri nominacije za filmsku nagradu Zlatni globus, ali nije osvojio niti jednu.
- Najbolji film (drama)
- Najbolji redatelj - Steven Spielberg
- Najbolji glumac (drama) - Djimon Hounsou
- Najbolji sporedni glumac - Anthony Hopkins

## Vanjske poveznice
- Amistad u internetskoj bazi filmova IMDb-a
- Amistad na Box Office Mojo
- Amistad na Rotten Tomatoes
- 2 govora iz filma u tekstualnom, audio i video obliku iz American Rhetoric
- Amistad na Virtual History